# Orobanche chironii
Orobanche chironii är en snyltrotsväxtart som beskrevs av Michele Lojacono-Pojero. Orobanche chironii ingår i släktet snyltrötter, och familjen snyltrotsväxter. Inga underarter finns listade i Catalogue of Life.